# Anafoor (taalkunde)
In de taalkunde is een anafoor of verwijswoord een woord of woordgroep die naar iets anders dat meestal net iets eerder of later genoemd wordt verwijst. In de literatuur wordt een anafoor soms aangeduid als zijnde uitsluitend een (meestal verwijzend) voornaamwoord. Deze definitie is te beperkt, aangezien elementen van een anafoor in principe tot alle woordsoorten kunnen behoren.
In engere zin is een anafoor uitsluitend een woord of woordgroep die naar een eerder genoemd woord, zinsdeel of zin (het antecedent) verwijst. In ruimere zin omvat het echter alle soorten verwijzingen.

## Verschillende soorten anaforen
Anaforen onderscheiden zich op verschillende punten.
Allereerst maken we onderscheid op grond van de locatie van het antecedent. Dit resulteert in de volgende categorieën:
- Anaforen in enge zin: de anafoor verwijst naar een eerder genoemd antecedent.
- Cataforen: de anafoor verwijst naar iets wat later genoemd wordt.
- Exoforen en homoforen: datgene waarnaar verwezen wordt bevindt zich niet in de tekst zelf, maar erbuiten.

Onderscheid op grond van woordsoort:
- pronominale anaforen: anaforen die een voornaamwoord zijn (deze komen het meest voor)
- substantieve anaforen: anaforen die een zelfstandig naamwoord zijn
  - substantieve woordgroepanaforen: anaforen die een zelfstandignaamwoordgroep zijn
- adverbiale anaforen: anaforen die een bijwoord zijn
- verbiale anaforen: anaforen die een werkwoord zijn
  - verbum-woordgroepgroepanaforen: anaforen die een werkwoordgroep zijn
- nul-anaforen: anaforen uit een van de bovenstaande categorieën, die bestaan uit een weglating. Dit wordt ook wel ellips genoemd.

Onderscheid op grond van identiteit:
- identiteit van referentie: De anafoor en het antecedent hebben dezelfde referent in de werkelijkheid.
- identiteit van betekenis: De anafoor en het antecedent hebben dezelfde betekenis, maar verwijzen niet naar dezelfde entiteit in de werkelijkheid.

Direct versus indirect:
- Directe anaforen: De anafoor verwijst direct naar het antecedent (equivalentierelatie)
- Indirecte anaforen: De anafoor verwijst indirect naar het antecedent, meestal door een "is-een-relatie"

## Voorbeelden
Locatie antecedent:
- Anafoor: Jan rent. Hij heeft haast. "Hij" verwijst naar de eerder genoemde "Jan".
- Catafoor: Hij weet er wel raad mee, die kerel! "Hij" verwijst hier naar "die kerel".
- Exofoor: Wie dit leest is gek. "Wie dit leest" verwijst naar jou.

Woordsoort:
- pronomen: Harry heeft geen zin om zijn kamer op te ruimen. "zijn" is een bezittelijk voornaamwoord dat verwijst naar "Harry".
- substantief: Anne huilt. Het meisje heeft het zwaar. "meisje" is een zelfstandig naamwoord en verwijst naar "Anne".
- substantieve woordgroep: De chef voegde wat extra roomboter toe. De zwaarlijvige cuisinier hield wel van vet. "De zwaarlijvige cuisinier" is hier een zelfstandige naamwoordgroep die verwijst naar "De chef".
- adverbium: Johan ging naar binnen. Daar was het lekker warm. "Daar" is een bijwoord en verwijst naar "binnen".
- verbum: Achmed gaat naar de moskee. Dat doet hij iedere dag. "doet" is een werkwoord en verwijst hier naar "naar de moskee gaan".
- verbum-woordgroep Alle kippen zijn besmet met de vogelgriep. Ze zijn goed ziek. "zijn goed ziek" is hier een werkwoordgroep en verwijst naar "zijn besmet met de vogelgriep".
- nul-anafoor: De jongen keek het meisje aan, maar Ø durfde haar niet aan te spreken. Ø is hier de weggelaten anafoor "hij" en verwijst naar "De jongen".

Identiteit:
- identiteit van referentie: Willem geeft Jan een snoepje en hij eet het op. "het" verwijst hier naar "een snoepje" en is in werkelijkheid ook hetzelfde snoepje, namelijk datgene dat Willem aan Jan heeft gegeven.
- identiteit van betekenis: Willem geeft Jan een snoepje en neemt er zelf ook een. "een" verwijst hier ook naar "een snoepje", maar is een ander snoepje dan het snoepje dat Willem aan Jan heeft gegeven.

Direct versus indirect:
- Direct: Simon stond met zijn auto langs de kant. Hij had het begeven. "Hij" verwijst direct naar "zijn auto".
- Indirect: Simon stond met zijn auto langs de kant. De motor had het begeven. "De motor" is hier onderdeel van "zijn auto". Dit is de indirecte relatie.

## Nulanafoor
Nulanaforen zijn anaforen die niet expliciet genoemd worden, maar waarvan de aanwezigheid uit de aanwezige context duidelijk valt op te maken. Dergelijke anaforen zijn kenmerkend voor pro-droptalen, zoals het Japans. De in het voorbeeld hieronder in het Nederlands vetgedrukte voornaamwoorden worden in de Japanse vertaling niet expliciet genoemd:
知らない。気に入った？
Shiranai. Ki ni itta?
weten-ONTKENNING. houden van-VERLEDEN TIJD?
"Ik weet het niet. Houd jij ervan?"

## Verwante begrippen
Een taalkundige anafoor dient goed te worden onderscheiden van een stilistische anafoor.
Endofoor is de benaming voor elke anafoor in ruime zin die verwijst naar iets wat elders in de tekst wordt genoemd, in tegenstelling tot een exofoor.
Het verwijzend voornaamwoord, de meest voorkomende vorm van een anafoor, dient te worden onderscheiden van het betrekkelijk voornaamwoord.